# Campaña de Hidalgo
El 16 de septiembre de 1810 Miguel Hidalgo, párroco de Dolores, lanzó el llamado a la independencia al ser descubierta la conspiración de Querétaro. Tras libertar a los presos de las cárceles locales comenzó su marcha por el Bajío, donde tomó ciudades como Salamanca, Celaya y San Miguel el Grande. Reclutó muchos hombres para su causa y entonces marchó a Guanajuato, donde trató de intimidar al intendente Riaño para su rendición. Al saber que no lo lograría, decidió tomar la ciudad a sangre y fuego en la acción conocida como toma de la Alhóndiga de Granaditas, la más sangrienta batalla de la guerra.
Los insurgentes marcharon entonces a Valladolid, ciudad que fue tomada sin un solo disparo la mañana del 17 de octubre. Días después tomaron Toluca, y ante el peligro que representaba la proximidad de los insurgentes a la Ciudad de México, el virrey Venegas ordenó a Torcuato Trujillo enfrentarlos en el paraje conocido como el Monte de las Cruces. La derrota infligida por los insurgentes a los realistas les llevó a un paso de tomar la capital, pero Hidalgo, inexplicablemente, decidió retirarse al Bajío, luego de un serio conflicto con Allende y Aldama. En el camino fueron alcanzados por el brigadier realista Félix María Calleja, quien los derrotó el 7 de noviembre en Aculco y el 26 de noviembre derrotó a Allende en Guanajuato.
Hidalgo marchó a Valladolid y luego a Guadalajara, donde obtuvo el título de Alteza Serenísima. Ya entrado 1811, Calleja y José de la Cruz avanzaron hacia el occidente del virreinato y el 17 de enero los insurgentes fueron acabados en la acción militar de Puente de Calderón.
Las serias rencillas entre los jefes insurgentes ocasionaron que Hidalgo fuera desposeído del mando militar en favor de Allende. Poco después decidieron marchar a los Estados Unidos, pero en el trayecto fueron interceptados en las Norias de Baján por Ignacio Elizondo, quien los capturó la tarde del 21 de marzo. Fueron llevados a Chihuahua y sentenciados a muerte. Allende, Aldama y Jiménez fueron ejecutados el 26 de junio e Hidalgo el 30 de julio de 1811.